# Stegodyphus
Genre
Synonymes
- Magunia Lehtinen, 1967

Stegodyphus est un genre d'araignées aranéomorphes de la famille des Eresidae.

## Distribution
Les espèces de ce genre se rencontrent en Afrique, en Asie, en Europe et au Brésil.

## Liste des espèces
Selon World Spider Catalog (version 25.5, 21/07/2024) :
- Stegodyphus africanus (Blackwall, 1866)
- Stegodyphus bicolor (O. Pickard-Cambridge, 1869)
- Stegodyphus dufouri (Audouin, 1826)
- Stegodyphus dumicola Pocock, 1898
- Stegodyphus hildebrandti (Karsch, 1878)
- Stegodyphus lineatus (Latreille, 1817)
- Stegodyphus lineifrons Pocock, 1898
- Stegodyphus manaus O. Kraus & M. Kraus, 1992
- Stegodyphus manicatus Simon, 1876
- Stegodyphus mimosarum Pavesi, 1883
- Stegodyphus mirandus Pocock, 1899
- Stegodyphus nathistmus O. Kraus & M. Kraus, 1989
- Stegodyphus pacificus Pocock, 1900
- Stegodyphus sabulosus Tullgren, 1910
- Stegodyphus sarasinorum Karsch, 1892
- Stegodyphus simplicifrons Simon, 1906
- Stegodyphus tentoriicola Purcell, 1904
- Stegodyphus tibialis (O. Pickard-Cambridge, 1869)
- Stegodyphus tingelin O. Kraus & M. Kraus, 1989

## Systématique et taxinomie
Ce genre a été décrit par Simon en 1873 dans les Eresidae.
Magunia a été placé en synonymie par Kraus et Kraus en 1989.

## Publication originale
- Simon, 1873 : « Études arachnologiques. 2e Mémoire. III. Note sur les espèces européennes de la famille des Eresidae. » Annales de la Société Entomologique de France, sér. 5, vol. 3, p. 335-358 (texte intégral).